# آنتونیو کالدارا
آنتونیو کالدارا (به ایتالیایی: Antonio Caldara)‏ (۱۶۷۰ — ۲۸ دسامبر ۱۷۳۶) آهنگساز باروک اهل ایتالیا بود. او حدود ۳٬۵۰۰ اثر شامل ۹۰ اپرا، تعدادی ارتوریو، کانتاتا، مادریگال، آثاری برای نیایش‌سرایی و تعداد زیادی قطعه برای سازهای گوناگون آفرید که امروزه بسیاری از آن‌ها گم شده‌اند. وانگهی از آثار بجای مانده می‌توان دریافت که کالدارا از آهنگسازان مهم اوایل سدهٔ هجدهم میلادی بوده‌است.
امروزه اپراهای کالدارا به ندرت اجرا می‌شوند اما آثار مذهبی او و قطعه‌هایی که برای سازهای گوناگون نوشته‌است اجرا و ضبط می‌شوند.